# Hermann Wolff (Widerstandskämpfer)
Hermann Wolff (29. Juni 1906 in Berlin – Frühjahr 1945 in Ichtershausen) war ein deutscher Vermessungstechniker und Widerstandskämpfer gegen den Nationalsozialismus.

## Leben

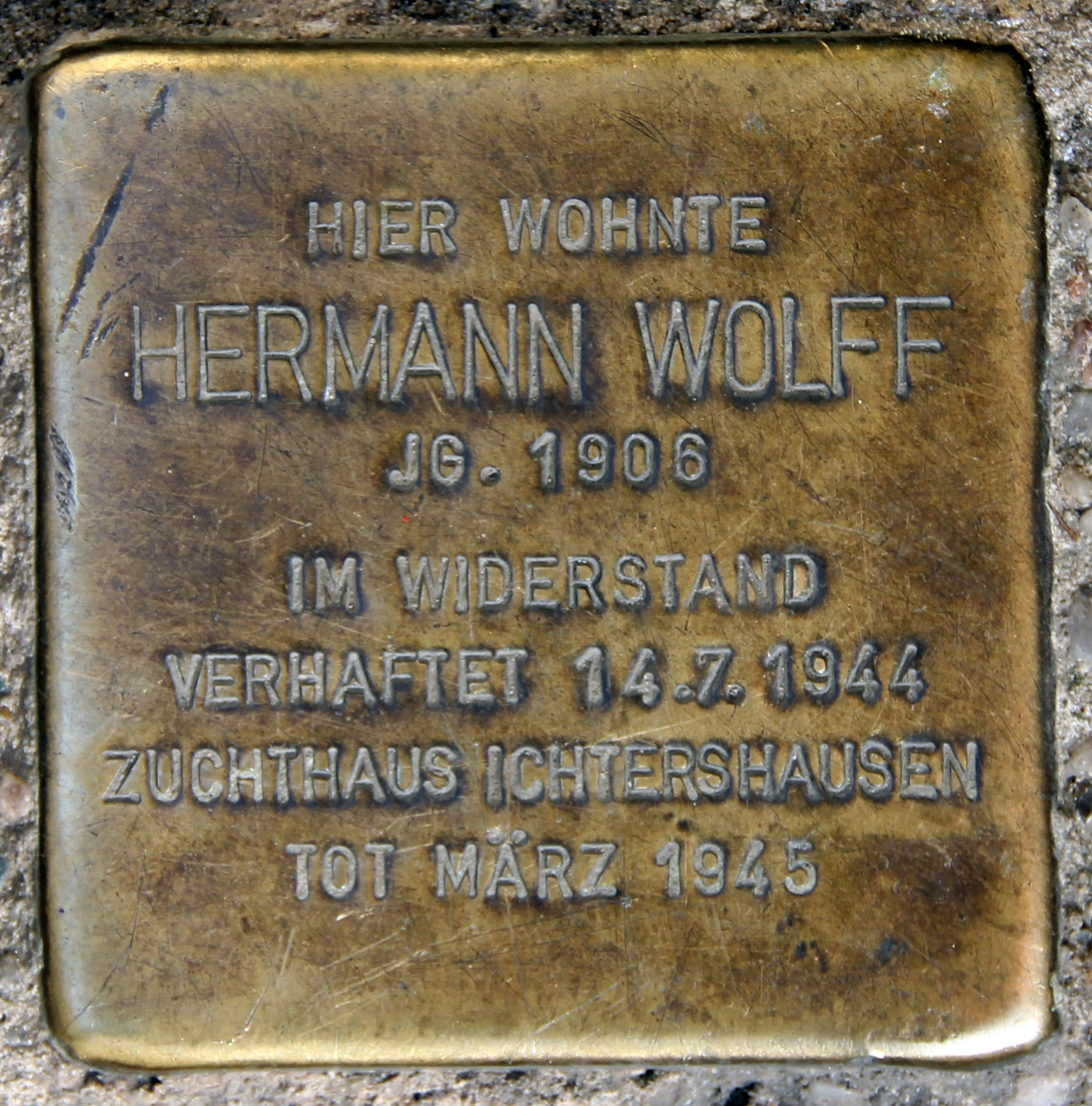
Stolperstein in Berlin-Kreuzberg, 2008

Hermann Julius Albert Wolff wurde am 29. Juni 1906 als drittes Kind von Karl Wolff (* 29. März 1881) und Holdine Wolff (* 26. Mai 1886 geborene Kriegsch) in der Charité in Berlin geboren. Seine Eltern hatten am 9. Mai 1903 in Berlin geheiratet, dort wurden auch sein Bruder Willy Karl Franz am 24. Juni 1903 und seine Schwester Bertha Dorothea Charlotte am 26. März 1905 geboren. Hermann Wolff absolvierte eine Lehre als Vermessungstechniker in der niederschlesischen Kreisstadt Brieg. Nach einem Jahr Wanderschaft kehrt er 1926 nach Berlin zurück und heiratete 1928 Elisabeth Tromke. Er trat der KPD bei und wurde Mitglied der Roten Hilfe.
Ab 1937 arbeitete er als Lagerhalter bei den Askania Werken in Berlin-Mariendorf, die damals Kreiselinstrumente für Schlachtschiffe und Flugzeuge, Zieloptiken für Flak-Geschütze, U-Boot-Periskope und das Flugleitsystem des V1-Marschflugkörpers produzierten. Wolff schloss sich der Saefkow-Jacob-Bästlein-Organisation und leistete konspirative Betriebsarbeit im Rüstungsunternehmen. Er stellte seine Wohnung für Besprechungen zur Verfügung und verteilte Flugschriften wie Hitlergegner!, Wo bleibt der gesunde Menschenverstand? oder die von der britischen Royal Air Force abgeworfene Luftpost vom März 1944.
Am 14. Juli 1944 wird er von der Gestapo verhaftet. Der 5. Senat des Volksgerichtshofes verurteilt Hermann Wolff am 29. oder 30. November 1944 zu zehn Jahren Zuchthaus. Seine Mitangeklagten Karl Ladé, Kurt Rühlmann, Stanislaus Szczygielski und Walter Zimmermann wurden zum Tode durch das Fallbeil verurteilt. Die Hinrichtung der vier Widerstandskämpfer erfolgte am 8. Januar 1945.
Hermann Wolff verbüßte die Strafe vorerst im Zuchthaus Brandenburg-Görden. Am 22. Februar 1945 wurde er in die Thüringer Strafanstalt Ichtershausen überführt und kehrte von dort nicht zurück.

## Gedenken

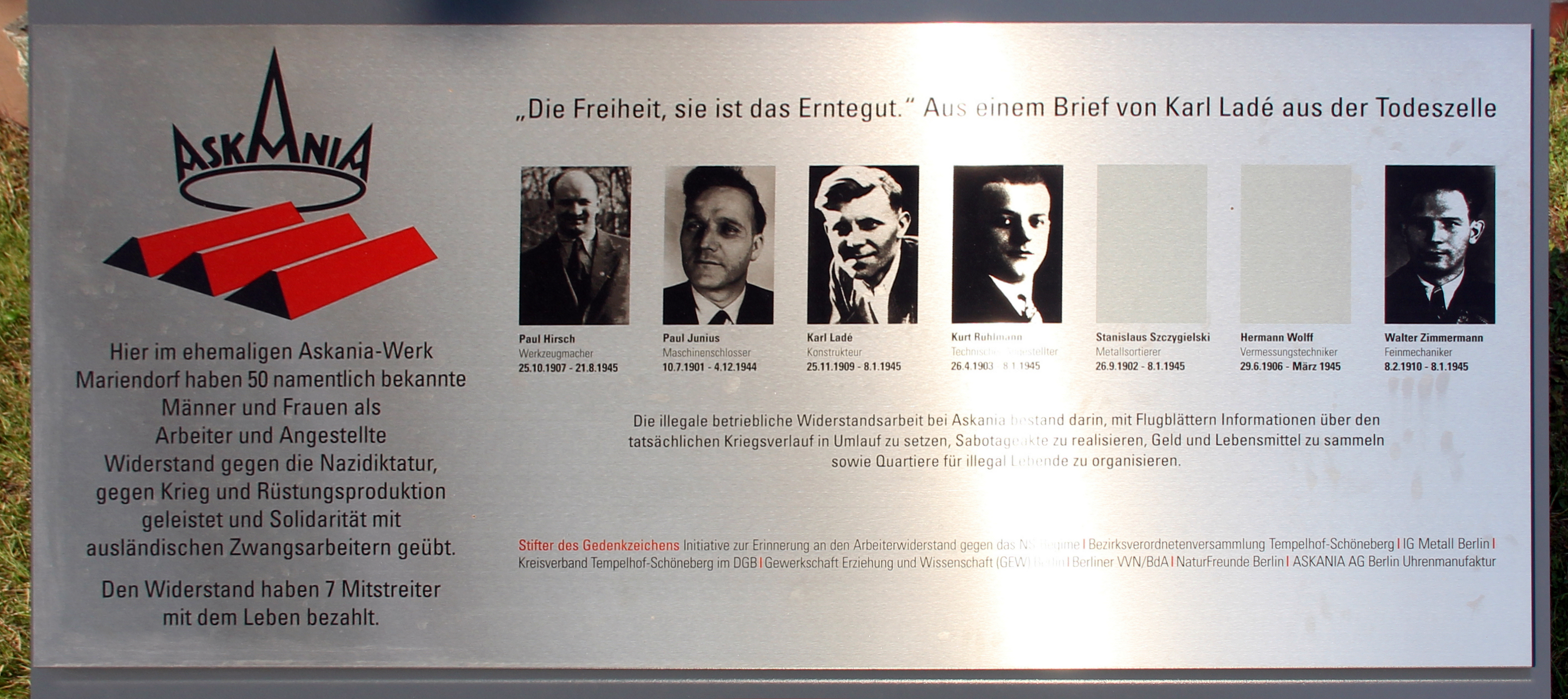
Gedenktafel für Paul Hirsch, Paul Junius, Karl Ladé, Kurt Rühlmann, Stanislaus Szczygielski, Hermann Wolff und Walter Zimmermann in der Großbeerenstraße 2 in Berlin-Mariendorf

Wolffs Name findet sich auf zwei Gedenktafeln und einem Stolperstein:
- Kreuzberger Gedenktafel für Opfer des Naziregimes, eingeweiht am 14. September 1947
- Gedenktafel der Askania Werke für Opfer des Naziregimes,
- Stolperstein vor dem Haus Riemannstraße 4, seinem letzten frei gewählten Wohnsitz.